# Jake Hughes
Jake Hughes (Birmingham, 30 mei 1994) is een Brits autocoureur.

## Carrière
Hughes begon zijn autosportcarrière in het karting kort voor zijn zestiende verjaardag in 2010 en bleef hier tot 2012 actief, toen hij derde werd in de Kartmasters British Grand Prix. Aan het eind van dat jaar maakte hij zijn debuut in het formuleracing tijdens het laatste raceweekend in de Formule Renault BARC op Silverstone voor het team Antel Motorsport en eindigde de races als vierentwintigste en vijftiende. Aansluitend nam hij deel aan het laatste raceweekend van de Formule Renault BARC Winter Series op de Rockingham Motor Speedway voor MGR Motorsport en eindigde deze races als achtste en dertiende.
In 2013 maakte Hughes zijn debuut in het nieuwe BRDC Formule 4-kampioenschap voor Lanan Racing. Hij behaalde de eerste pole position in het kampioenschap op Silverstone, maar eindigde als tweede in de race. Later behaalde hij vier overwinningen op het Snetterton Motor Racing Circuit, Brands Hatch, Silverstone en Donington Park en werd de eerste winnaar van het kampioenschap met 445 punten.
In 2014 stapte Hughes over naar de Formule Renault 2.0 NEC, waarbij hij oorspronkelijk uitkwam voor Mark Burdett Racing, maar twee raceweekenden voor het einde stapte hij over naar het ART Junior Team. Hij behaalde zijn enige podiumplaats van het seizoen op Silverstone en werd met 152 punten achtste in de eindstand. Aan het eind van het jaar nam hij ook deel aan enkele gastraces in de Eurocup Formule Renault 2.0 voor Burdett en Strakka Racing en de Formule Renault 2.0 Alps voor Strakka.
In 2015 reed Hughes fulltime in zowel de Eurocup als de Alps voor Koiranen GP. In de Eurocup werd hij met één overwinning op Spa-Francorchamps en vier andere podiumplaatsen zesde in het kampioenschap met 160 punten. In de Alps won hij drie races op Spa, het Autodromo Nazionale Monza en het Misano World Circuit Marco Simoncelli om met vijf punten achterstand op team- en landgenoot Jack Aitken als tweede te eindigen met 237 punten.
In 2016 maakte Hughes de overstap naar de GP3 Series, waar hij uitkwam voor het team DAMS. In zijn eerste race op het Circuit de Barcelona-Catalunya eindigde hij direct op de tweede plaats en hij won races op de Hockenheimring en het Yas Marina Circuit. Onregelmatige puntenfinishes zorgden er echter voor dat hij slechts achtste werd in de eindstand met 90 punten. Aan het eind van dat jaar maakte hij zijn debuut in het Europees Formule 3-kampioenschap bij het team van Carlin tijdens de seizoensfinale op Hockenheim, waarin hij in de laatste race van het weekend op het podium stond. Hierdoor kwam hij in aanmerking voor deelname aan de Grand Prix van Macau, waarin hij zesde werd.
In 2017 stapte Hughes fulltime over naar de Europese Formule 3, waarin hij uitkwam voor HitechGP. Hij won één race op de Nürburgring en behaalde in zes andere races het podium. Hiermee werd hij achter Lando Norris, Joel Eriksson, Maximilian Günther en Callum Ilott vijfde in het kampioenschap met 207 punten.
In 2018 keerde Hughes terug in de GP3 Series, waarin hij reed voor het team ART Grand Prix. Hij behaalde een overwinning op de Red Bull Ring, maar stond in de rest van het seizoen slechts tweemaal op het podium en werd achtste in het klassement met 85 punten. Daarnaast kwam hij voor Dragon HitechGP uit in drie van de vijf raceweekenden van het Aziatische Formule 3-kampioenschap. Hij won alle negen races waar hij aan deelnam, maar werd desondanks met 225 punten tweede achter teamgenoot Raoul Hyman, die wel alle races reed. Aan het eind van het seizoen kwam hij voor Hitech uit in de Grand Prix van Macau en werd vierde in de race.
In 2019 werd de GP3 vervangen door het nieuwe FIA Formule 3-kampioenschap, waar Hughes aan deelnam voor het team HWA Racelab. Hij won een race op de Red Bull Ring en stond in drie andere races op het podium. Met 90 punten werd hij de hoogst geklasseerde HWA-coureur in de eindstand op de zevende plaats. Daarnaast kwam hij voor KIC Motorsport uit in het raceweekend op het Circuit Mugello in het Formula Regional European Championship, waarin hij driemaal als derde eindigde. Aan het eind van het jaar keerde hij terug in de Grand Prix van Macau bij HWA, maar na een crash in de kwalificatierace kwam hij in de hoofdrace niet verder dan een zeventiende plaats.
In 2020 blijft Hughes actief in de FIA Formule 3 bij HWA. Hij won twee races op het Circuit de Barcelona-Catalunya en het Autodromo Nazionale Monza en behaalde podiumplaatsen op Silverstone en Mugello. Met 111,5 punten werd hij opnieuw zevende in het kampioenschap. Aansluitend maakte hij zijn Formule 2-debuut op het Sochi Autodrom bij het team BWT HWA Racelab als vervanger van de naar MP Motorsport vertrokken Giuliano Alesi. In de eerste race finishte hij als twaalfde, terwijl hij in de tweede race uitviel. Voor het restant van het seizoen werd hij vervangen door Théo Pourchaire.
In het seizoen 2020-2021 is Hughes de reservecoureur van het Formule E-team van Venturi. In 2021 keerde hij tevens terug naar de FIA Formule 3 bij Carlin, waar hij tijdens het raceweekend op de Hungaroring de geblesseerde Kaylen Frederick verving. Later dat jaar keerde hij terug in de Formule 2, waarin hij vanaf het raceweekend op Monza bij HWA de geblesseerde Jack Aitken verving. Hij behaalde zijn beste resultaat met een vierde plaats op Sochi, waarmee hij acht punten scoorde. Hierdoor werd hij achttiende in de eindstand. Wel moest hij het weekend op het Jeddah Corniche Circuit missen, waarin hij eenmalig werd vervangen door Logan Sargeant.
In 2022 zou Hughes een volledig jaar in de Formule 2 rijden bij Van Amersfoort Racing. Halverwege het seizoen verliet hij het kampioenschap om zich te richten op zijn testwerk in de Formule E. Zijn beste resultaat was een vierde plaats op het Jeddah Corniche Circuit en hij werd met 26 punten zestiende in het klassement.
In 2023 debuteert Hughes in de Formule E als coureur bij het nieuwe team van McLaren als teamgenoot van René Rast.